# Чженчжоу
Чженчжоу (спрощ.: 郑州; піньїнь: Zhèngzhōu), рання назва Графство Чжен (郑县) — столиця і найбільше місто провінції Хенань у КНР. Місто також є політичним, економічним, технологічним і освітнім центром провінції, а також важливим транспортним вузлом для Центрального Китаю. Історичний центр міста лежить на південному березі річки Хуанхе і є однією із Восьми Великих Старовинних столиць Китаю.
З населенням 8 626 505 осіб (згідно з даними перепису 2010 р.) і з 3 980 250 осіб у межах міста, є одним з основних будівельних майданчиків провінції Хенань.

## Історія

### Давня історія
Династія Шан заснувала місто Аоду (隞都) чи Боду (亳都) на території сучасного Чженчжоу (див. також: Історія Китаю). Це доісторичне місто довгий час було загубленим, ще до початку правління Першого імператора Китаю. Археологічні пам'ятки, знайдені у 1950-х роках у місті-фортеці, що знаходилось у східній частині міста Чженчжоу, стали доказом присутності неолітичних поселень династії Шан на цій території. Крім того, за межами цього міста, на додаток до залишку великих громадських будівель, було знайдено комплекс невеликих поселень. Археологічні рештки будівель ідентифікують як руїни міста Ао — столиці держави династії Шань. Вони збереглися у районі Гуаньчен, де розташований меморіальний пам'ятник Руїни династії Шан. Представники династії, які безперестанно переносили столицю через часті природні катастрофи, залишили місто Ао у XIII столітті до н. е. Тим не менш, місто не зникло — на території сучасного Чженчжоу були знайдені гробниці представників династії Чжоу, які датуються, приблизно, 1050-тими роками до н. е. Традиційно вважається, що свою назву місто отримало від назви маєтку сім'ї Гуан у період Західного Чжоу (1111—771 до н. е.). Саме звідси походить назва починаючи з кінця VI століття до нашої ери — Гуаньчен (Місто Гуан). Вперше місто стало місцем перебування адміністрації префектури у 587 році, коли воно ще мало назву Гуанчжоу. У 605 році місто було вперше згадано під назвою Чженчжоу.
Назва Чженчжоу бере свій початок від династії Суй (581 рік), хоч вона була розташована в іншому місті — Ченгао. Уряд переїхав до міста протягом правління династії Тан. Свого найбільшого розквіту місто досягло під час правління династій Суй (581—618 роки), Тан (618—907 роки) і ранньої Сун (960—1127 роки), коли воно було річковим портом на каналі Новий Б'ян, який з'єднувався з Хуанхе на північному заході. Тут, у місці, що зветься Хеїн, був побудований гігантський зерновий комплекс, який мав забезпечувати столиці Лоян і Чан'ань на заході та прикордонні армії на півночі. У період Сун, однак, перенесення столиці на захід — до Кайфена ознаменувалось втратою містом колишньої могутності. Воно було столицею п'яти держав — Ся, Шан, Гуан, Чжен і Хань та столицею префектури протягом восьми династій — Суй, Тан, П'яти династій, Сун, Цзінь, Юань, Мін і Цін.

### Новітня історія
У 1903 році залізнична гілка Пекін-Ухань дійшла до Чженчжоу та у 1909 році перша частина Лунхайської залізниці дійшла до міст Кайфен і Лоян; пізніше була продовжена до кордону провінцій Ляньюньган, Цзянсу і на захід — до міста Сіань (Чан'ань), що розташоване у провінції Шеньсі, а також до західних кордонів згаданої провінції. Таким чином місто стало важливим залізничним вузлом і регіональним центром вирощування бавовнику, зерна, арахісу і інших сільськогосподарських культур. На початку 1923 року у місті розпочався робітничий страйк, який поширився у населених пунктах вздовж залізниці до того, як був придушений; чотирнадцятиповерхові вежі-близнюки у центрі Чженчжоу є своєрідним монументом цій події. У 1938 році, під час війни з Японією, відступаючі війська Національно-революційної армії підірвали дамби, які стримували течію Хуанхе протягом 32 км на північний схід від міста, що спричинило затоплення значних територій. Водночас через бажання перенести промислове виробництво якомога далі від лінії фронту, китайці перевезли виробниче обладнання усіх місцевих підприємств на захід.

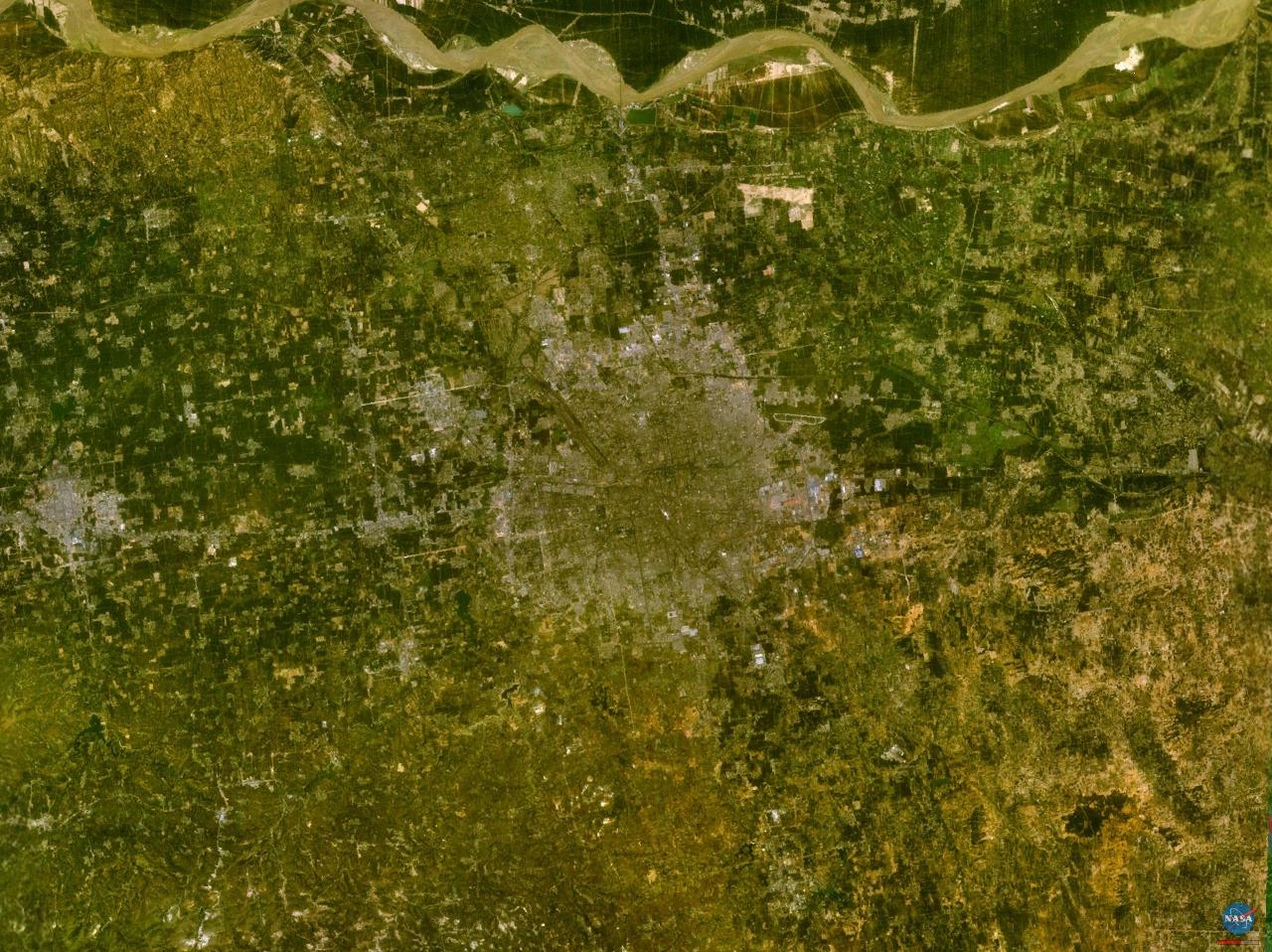
Космічний знімок Чженчжоу

Коли у 1949 році до влади прийшов комуністичний уряд, Чженчжоу був торговим та адміністративним центром, який, практично, був позбавлений промисловості. Через те, що місто було центром густонаселеного бавовно-орієнтованого району, відбулась індустріалізація, під час якої відбулось будівництво підприємств у західній частині міста, що дозволяло переважним на цій території північно-східним вітрам відносити викиди подалі від міста. Тут були зведені: бавовняно-текстильні заводи, прядильні фабрики, машинобудівні заводи по виробництву текстильних верстатів, млини, тютюнові та сигаретні заводи й різноманітні підприємства харчової промисловості; неподалік від міста розпочалось видобування вугілля.
У місті розташовані локомотиворемонтний та вагоноремонтний заводи, тракторобудівне підприємство та теплоелектростанцію. Індустріальне зростання міста було зумовлене значним збільшенням населення, яке прибувало сюди, в основному, з промислових районів півночі. Зелені насадження займають більш ніж 23 км², захищаючи місто від поривів вітру, який носив із собою значні маси піску через Чженчжоу. Проєкт водозабору і помпова станція, побудована в 1972 році, запровадили іригацію для навколишньої місцевості. У місті є сільськогосподарський університет.

## Клімат
Місто знаходиться у зоні, котра характеризується вологим субтропічним кліматом. Найтепліший місяць — липень із середньою температурою 26.7 °C (80 °F). Найхолодніший місяць — січень, із середньою температурою 0 °C (32 °F).
| Клімат Чженчжоу         | Клімат Чженчжоу | Клімат Чженчжоу | Клімат Чженчжоу | Клімат Чженчжоу | Клімат Чженчжоу | Клімат Чженчжоу | Клімат Чженчжоу | Клімат Чженчжоу | Клімат Чженчжоу | Клімат Чженчжоу | Клімат Чженчжоу | Клімат Чженчжоу | Клімат Чженчжоу |
| Показник                | Січ.            | Лют.            | Бер.            | Квіт.           | Трав.           | Черв.           | Лип.            | Серп.           | Вер.            | Жовт.           | Лист.           | Груд.           | Рік             |
| Середня температура, °C | 0               | 2               | 7               | 15              | 20              | 25              | 27              | 25              | 21              | 15              | 8               | 2               | 13              |
| Норма опадів, мм        | 9               | 12              | 27              | 44              | 55              | 62              | 150             | 126             | 75              | 41              | 27              | 12              | 638             |
| ----------------------- | --------------- | --------------- | --------------- | --------------- | --------------- | --------------- | --------------- | --------------- | --------------- | --------------- | --------------- | --------------- | --------------- |
| Джерело: Weatherbase    |                 |                 |                 |                 |                 |                 |                 |                 |                 |                 |                 |                 |                 |

## Адміністративний поділ
Міський округ поділяється на 6 районів, 5 міст і 1 повіт:
| Карта | Карта         | Карта      | Карта            |
| --- | ------------- | ---------- | ---------------- |
| Ґун'ї Денфен Сін'ян ① Сіньмі Хуейцзі Ерці ② ③ ④ Сіньчжен Чжунмоу ① Шанцзє ② Чжун'юань ③ Цзіньшуй ④ Гуаньчен- · Хуей |               |            |                  |
| Статус | Назва         | Оригінал   | Населення (2020) |
| Етнічний район | Гуаньчен-Хуей | 管城回族区 | 1 182 000        |
| Район | Ерці          | 二七区     | 1 061 263        |
| Район | Хуейцзі       | 惠济区     | 555 002          |
| Район | Цзіньшуй      | 金水区     | 2 146 000        |
| Район | Чжун'юань     | 中原区     | 1 508 868        |
| Район | Шанцзє        | 上街区     | 197 399          |
| Місто | Ґун'ї         | 巩义市     | 785 242          |
| Місто | Денфен        | 登封市     | 729 332          |
| Місто | Сін'ян        | 荥阳市     | 730 135          |
| Місто | Сіньмі        | 新密市     | 826 031          |
| Місто | Сіньчжен      | 新郑市     | 1 465 000        |
| Повіт | Чжунмоу       | 中牟县     | 1 415 000        |

## Транспорт
З 28 грудня 2013 року в місті працює метрополітен.

## Міста-побратими
|          | Місто        |                | Місто   |
| -------- | ------------ | -------------- | ------- |
| КНР      | Веньчжоу     | США            | Ричмонд |
| КНР      | Гуанчжоу     | Японія         | Сайтама |
| Бразилія | Жоїнвілі     | Росія          | Самара  |
| КНР      | Їнчунь       | КНР            | Усі     |
| Йорданія | Ірбід        | КНР            | Хайкоу  |
| Бразилія | Кампу-Гранді | КНР            | Цзінань |
| Румунія  | Клуж-Напока  | КНР            | Циндао' |
| КНР      | Ляньюньган   | Південна Корея | Чінджу  |
| Намібія  | Марієнталь   | Німеччина      | Шверін  |
| Італія   | Неаполь      | Болгарія       | Шумен   |
| КНР      | Нінбо        |                |         |